# Mérobert
Mérobert är en kommun i departementet Essonne i regionen Île-de-France i norra Frankrike. Kommunen ligger i kantonen Dourdan som tillhör arrondissementet Étampes. År 2022 hade Mérobert 635 invånare.

## Befolkningsutveckling
Antalet invånare i kommunen Mérobert
| Referens: INSEE |